# Ordem de Vittorio Veneto
A Ordem de Vittorio Veneto foi criada como uma ordem nacional pelo quinto presidente da República Italiana, Giuseppe Saragat, em 1968, "para expressar a gratidão da nação" àqueles que foram condecorados com a Cruz de Guerra do Valor Militar, e que lutaram pelo menos por seis meses na Primeira Guerra Mundial, e noutros conflitos anteriores.
A Ordem tem apenas o grau de Cavaleiro, e é acompanhada de uma pensão anual (557 Eur em 2010), de acordo com o seu nível de rendimento, transmissível à viúva ou filhos menores, depois da morte. A pensão é, também, atribuída àqueles que lutaram nas forças armadas da Áustria-Hungria e se tornaram cidadãos italianos depois da unificação italiana.

## Insígnia
A condecoração do título de Cavaleiro é uma cruz grega completa, gravado, preenchida com uma estrela de cinco pontas em forma de escudo.
A cruz é suportada por uma fita com as cores da bandeira italiana e uma linha azul.
| Fita | Classe    | Em Italiano                              |
| ---- | --------- | ---------------------------------------- |
|      | Cavaleiro | Cavaliere dell'Ordine di Vittorio Veneto |

|                                       |
| Fita                                  |
| Cavaleiro da Ordem de Vittorio Veneto |

A Ordem era concedida por decreto do Presidente da República Italiana, chefe da Ordem, por recomendação do Ministro da Defesa. Foi formalmente extinta em 2010.